# Tatsuo Hori
Tatsuo Hori (Tokio, 28 Dezembro 1904 – Tokio, 28 maio 1953) foi um escritor, poeta e tradutor do período Showa do Japão.

## Biografia
Hori escreveu uma série de novelas e poemas os quais descrevem locais bucólicos, tais como um sanatório de montanha na província de Nagano, e são caracterizados pelo tema melancólico da morte, que refletem sua própria batalha com a tuberculose.
Hori escreveu Yamatoji, uma pequena coleção de ensaios poéticos sobre Nara e seus locais históricos. Isto foi seguido por Adashino, um romance do [[Período Nara}}. Suas belas descrições da antiga capital têm sido popularizadas pelas autoridades turísticas da cidade. A cidade de Karuizawa, onde Hori residiu durante sua doença, estabeleceu o Memorial Museum Hori Tatsuo em sua homenagem.

## Principais obras
- Sei Kazoku (The Holy Family (聖家族), 1932)
- Utsukushii Mura (Beautiful Village (美しい村), 1933)
- Kaze Tachinu (The Wind Has Risen (風立ちぬ), 1936–37)[3]
- Kagerou no Nikki (Diary Of Mayfly (かげろふの日記), 1937)
- Naoko (Naoko (菜穂子), 1941)
- Arano (Arano (曠野), 1941)
- Younen Jidai (Childhood (幼年時代), 1942)

## Bibiografia
- Kojin, Karatani. Origins of Modern Japanese Literature. Duke University Press (1993). ISBN 0-8223-1323-5